# 존 베이츠 클라크 메달
2년에 한 번씩 수여되는 존 베이츠 클라크 메달(John Bates Clark Medal)은 미국 경제학회에 의해 "경제학 사상과 지식에 명백한 기여를 했다고 간주되는 40세 미만의 미국 경제학자"에게 수여된다. 이 상은 미국의 신고전학파 경제학자인 존 베이츠 클라크(1847-1938)의 이름을 따서 만들어졌고, 노벨 경제학상과 함께 경제학 분야에서 가장 영광으로 여겨지는 두 개의 상 중 하나이다. 메달 수여자의 40%는 평균적으로 22년 후 노벨 경제학상을 받았다. 

## 같이 보기
- 필즈상
- 프랑스 최고의 젊은 경제학자상